# Daniel i Babel beder
Daniel i Babel beder är en psalm med sex verser av Albert M. Johansson. Den sjungs till samma melodi som Nu en sång vi skola sjunga.

## Publicerad i
- Nr 4 i Turturdufvans röst med titeln "Daniel i lejongropen".